# 代廷根

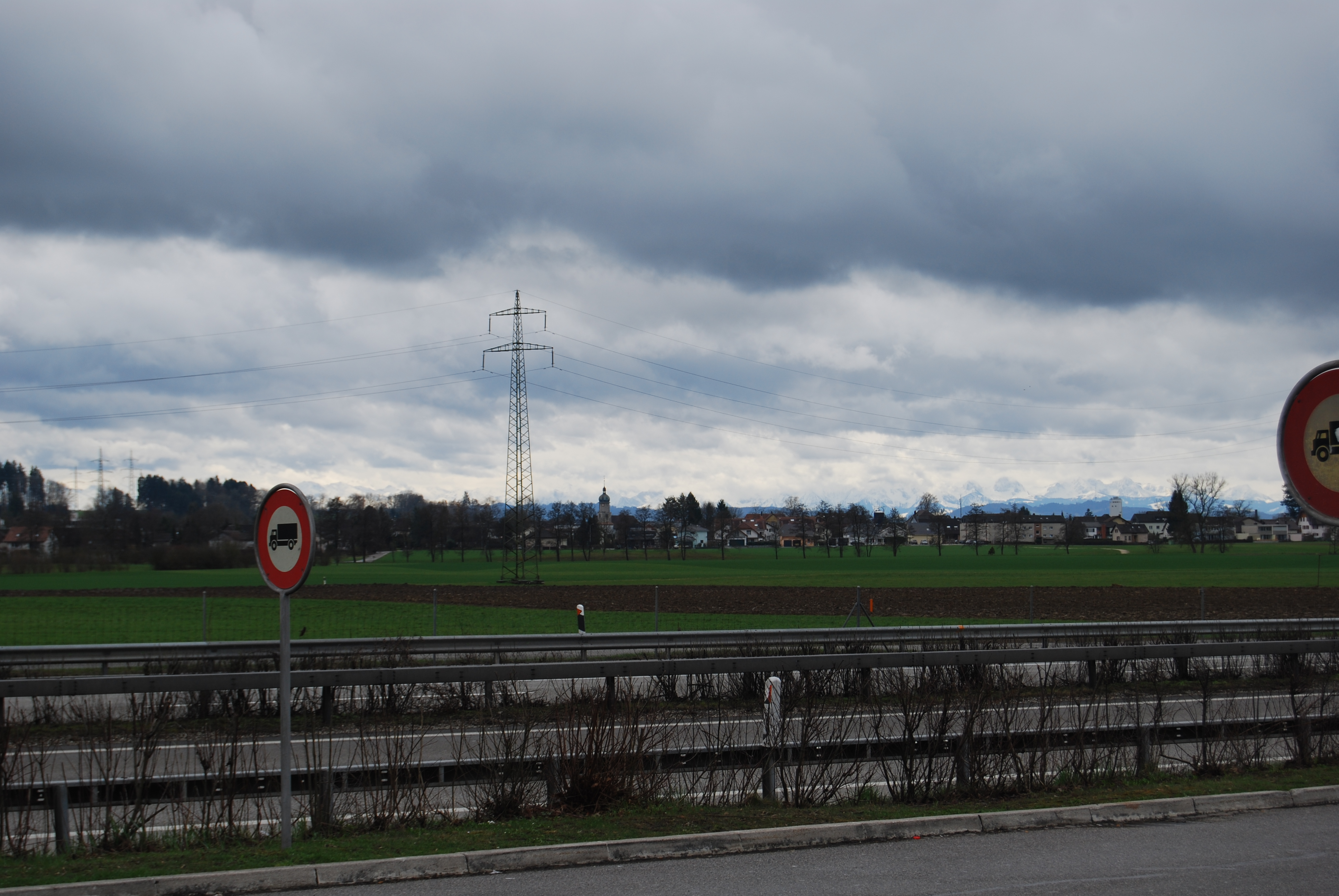

代廷根是瑞士的一个镇，位於該國北部，由索洛圖恩州負責管轄，面積7.64平方公里，海拔高度430米，2012年人口2,243，五成半人口信奉羅馬天主教，人口密度每平方公里294人。

## 外部連結
- Official website （德文）